# St. Cosmas und Damian (Wöhle)

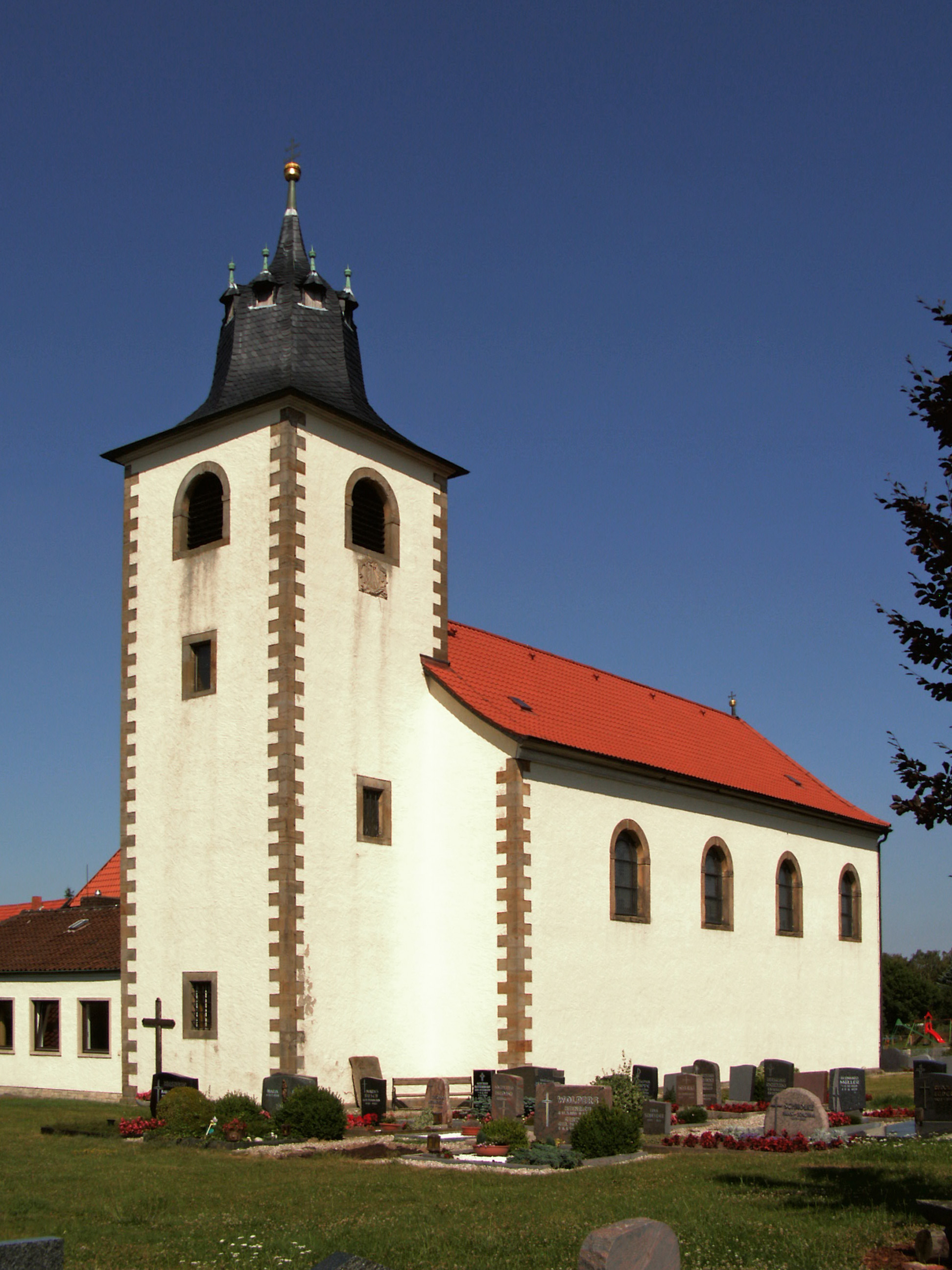
St. Cosmas und Damian

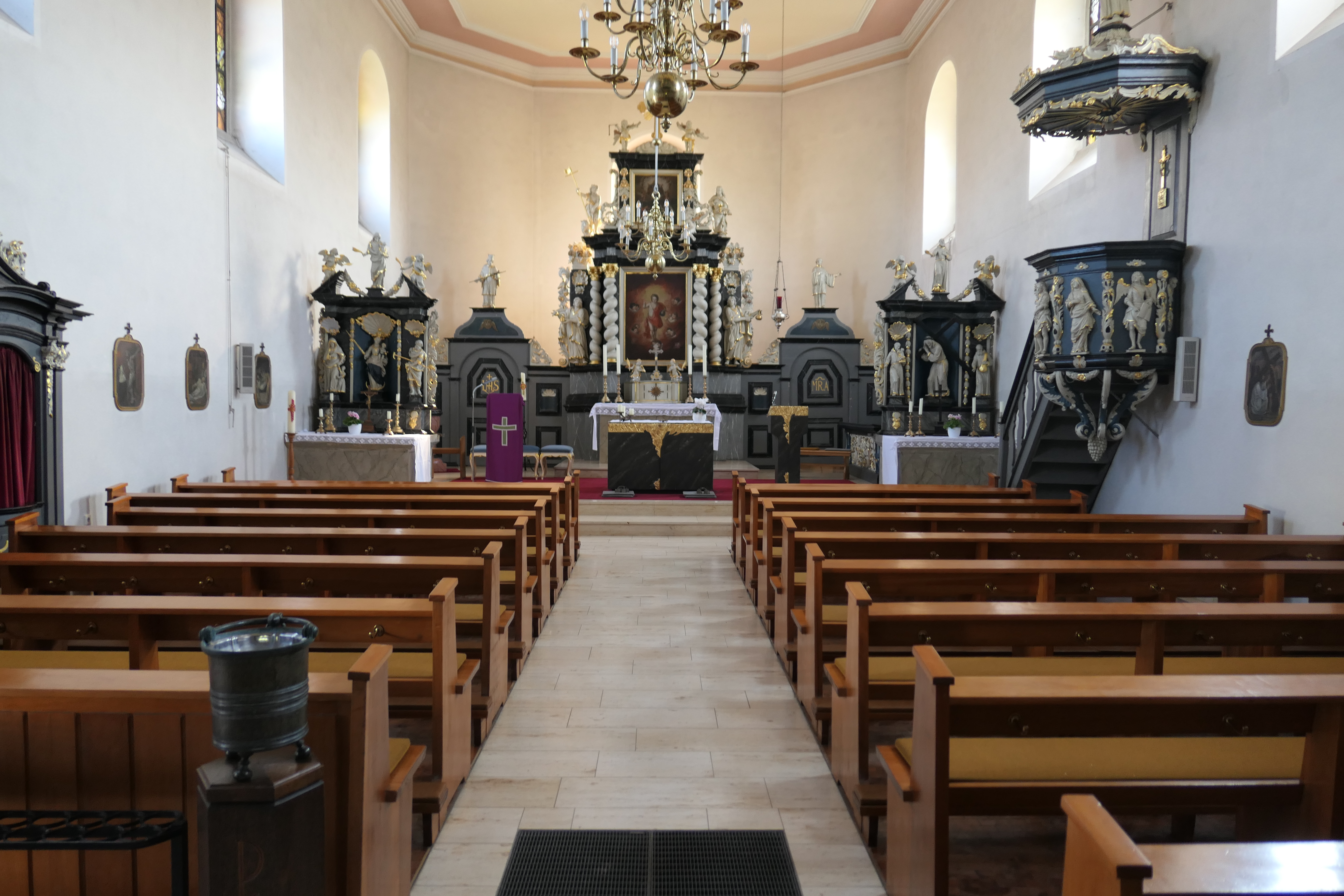
Inneres

St. Cosmas und Damian ist die römisch-katholische Kirche im Ortsteil Wöhle der Gemeinde Schellerten im niedersächsischen Landkreis Hildesheim. Sie gehört heute zur Pfarrgemeinde St. Nikolaus Ottbergen im Dekanat Borsum-Sarstedt des Bistums Hildesheim.

## Geschichte
Wöhle wird im Jahr 1178 als Walete, 1554 als Woilde urkundlich erwähnt. Dort erwarben 1178 das Kloster Lamspringe, 1227 das Godehardikloster und 1478 das Kreuzstift in Hildesheim Grundbesitz. Der Zehnte kam ab 1232 dem Hildesheimer Domkapitel zu. In Urkunden des Bischofs Konrads II. von Riesenberg und seines Nachfolgers Bischof Heinrichs I. von Rustenberg werden die Ritter von Wöhle genannt, die bis 1227, als Ritter Heinrich von Wöhle an der Pest erkrankte, drei Hufen Land als bischöfliches Lehen im Ort besaßen.
Die Ärzte Cosmas und Damian wurden zu dieser Zeit besonders verehrt. Die Reliquien der Heiligen hatte Bischof Altfrid nach Hildesheim gebracht. Sie sind Nebenpatrone des Hildesheimer Mariendoms und viele Kirchen im Bistum Hildesheim tragen ihren Namen.
Der mittelalterliche Kirchenbau lässt sich nicht exakt nachweisen. Die Pfarrei gehörte zum Archidiakonat Nettlingen, dessen Haupt- und Taufkirche Bischof Godehard erbauen ließ.
Ein Priester an der Wöhler Kirche ist 1328, ihr Patrozinium 1383 belegt. Obwohl Wöhle nach der Hildesheimer Stiftsfehde (1519–1523) im Amt Steuerwald unter der Oberhoheit des Bischofs blieb, geriet der Ort während der Fehde vorübergehend unter den politischen Einfluss der protestantischen Herzöge von Braunschweig. Dies begünstigte später die Einführung der Reformation.
Das Patronatsrecht über die Pfarrkirche in Wöhle besaß Mitte des 16. Jahrhunderts die Familie von Linde. Die evangelischen Patronatsinhaber belehnten in der Regierungszeit Bischof Friedrichs von Holstein den Prädikanten Barthold von Holstein und ab 1552 Heinrich Harbort mit der Pfarrei. Die evangelische Kirchenvisitation 1557 im Amt Steuerwald brachte nicht die erhoffte Klärung der konfessionellen Verhältnisse. Mit dem „dinglichen Patronat“ über die Pfarrkirche belehnte Herzog Heinrich der Jüngere die Braunschweiger Familie von Stopler. Nach dem Tod des Johann Stopler nahm der Lehrer der minderjährigen Söhne des Verstorbenen, Andreas Wehner, für diese die Patronatsrechte wahr. Dies gab Anlass zu einer Auseinandersetzung mit der bischöflichen Regierung und den Erben, die sich unter den Schutz der Herzöge von Braunschweig gestellt hatten, da die Pfarrstelle mit einem evangelischen Pfarrverwalter besetzt wurde. Die bischöflichen Räte übergaben dem katholischen Pastor aus Ottbergen 1609 die Pfarrei. Ab 1612 erhielt er die Unterstützung eines Mitbruders aus Dingelbe. Der Widerstand der Bevölkerung durch den Einfluss des Herzogs Georg von Lüneburg und dessen Nachfolgern war jedoch so groß, dass von 1632 bis 1643 die Pfarrei erneut lutherisch wurde. Erst nach der Restitution des Stiftes 1643 wurde der katholische Kultus an der Pfarrkirche St. Cosmas und Damian wieder eingeführt.
Da die Pfarrkirche in Wöhle baufällig war, wurde 1717 das heutige Gotteshaus im Ort erbaut. Am 25. Mai 1719 erfolgte durch Weihbischof Maximilian Heinrich von Weichs zu Rösberg die Kirchweihe. Im 17. Jahrhundert waren die Güter in Steuerwald (Hildesheim) und Nettlingen im Besitz der katholischen Familie von Wobersnow. In seiner Eigenschaft als stifthildesheimischer Landrat und Drost zu Steuerwald förderte Johann Rudolf von Wobersnow den Kirchbau.
Konfessionell war Wöhle seit der Gegenreformation des 17. Jahrhunderts eine fast ausnahmslos katholische Ortschaft. In der mittelalterlichen Archidiakonatsstruktur Nettlingens eingebunden, gelangte die Pfarrei 1760 in den Derneburger und 1808 in den Dinklarer Zirkel. Mit der Dekanatordnung von 1838 wurde Wöhle in das Dekanat Borsum aufgenommen. Erst hundert Jahre später gelangte die Pfarrei in das neu konstituierte Dekanat Dinklar. Von 1978 bis 2014 war sie Pfarrei des zusammengelegten Dekanats Borsum Dinklar.
Am 1. November 2014 wurde die Pfarrgemeinde St. Nikolaus mit Sitz in Ottbergen errichtet. In diesem Zusammenhang wurde die Pfarrgemeinde Cosmas und Damian in Wöhle aufgehoben und der neu errichteten Pfarrgemeinde zugeordnet, zu der bei der Gründung etwa 3400 Katholiken zählten. Cosmas und Damian ist seitdem eine Filialkirche von St. Nikolaus Ottbergen.

## Architektur

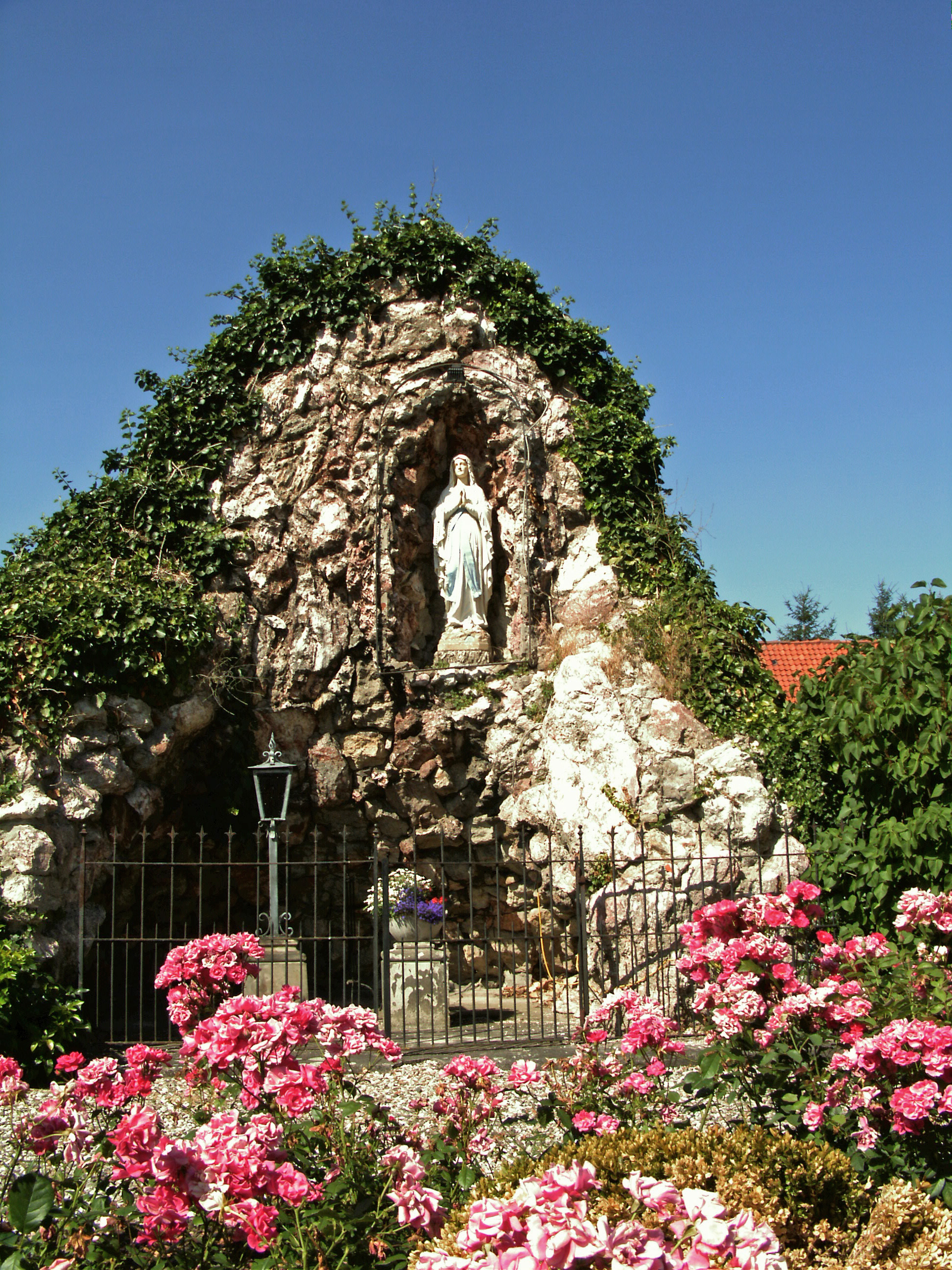
Lourdesgrotte

Die 1717 bis 1719 erbaute barocke Kirche hat einen achteckigen Kirchturm, der mit acht Gauben geschmückt ist. Der Barockaltar und zwei Seitenaltäre stammen teilweise noch aus dem 17. Jahrhundert, ein Kruzifix sogar aus der ersten Hälfte des 16. Jahrhunderts. Die Kanzel ist von 1748, die Orgel wurde gegen Ende des 17. Jahrhunderts gebaut. Sie hat eine Sonnenuhr mit Rokokoverzierung. Neben der Kirche befindet sich eine Lourdesgrotte.